# EZチャンネル
EZチャンネル（イージーチャンネル）は、auブランドを展開するKDDIおよび沖縄セルラー電話が提供していた、携帯電話向け動画コンテンツ配信サービス。

## 概要
2003年11月28日、CDMA 1X WINと同時にサービス開始された。WINの高速通信・定額料金を活かした最大3MBのコンテンツが利用できる。動画・静止画・音楽・文字情報などを組み合わせたSMILフォーマットにより配信される。ユーザーがあらかじめ番組表から観たい番組を利用登録しておくと、深夜から早朝にかけて自動的にダウンロードされる仕組みとなっている。利用登録できるコンテンツは1端末につき3番組までである。番組によって視聴期間か再生回数が定められており、それを超えると再生できなくなる。新しい番組がダウンロードされると古い版は自動的に上書きされるが、番組によってはユーザーの操作により保存することが可能である。
ストリーミングとは違いデータは端末内に保存されるため、圏外時でも利用可能であり、再生時にパケット通信は発生しないが、容量が非常に莫大となるため、利用する場合はパケット定額サービス（ダブル定額）の契約が推奨されている。
スマートフォンやWi-Fiの普及に伴い、2012年9月30日をもってサービスを終了した。
2006年9月にはEZチャンネルの改良版にあたる「EZチャンネルプラス」が開始されるが、こちらも2012年5月31日をもってサービス終了している。

## 配信中のチャンネル
※2008年5月現在。情報料は月額、税込み。

### EZチャンネル
1. 無料チャンネル
2. 音楽・映画
3. ドラマ・エンタメ・ホラー
4. アニメ
5. お笑い・サブカル
6. スポーツ
7. マガジン・コミック
8. ニュース・ライフ・ホビー

無料チャンネル
マジ仕事TV
提供：メディア・ゲート・ジャパン
配信日：毎週木曜日
EZ Today'Sウォッチ
提供：KDDI
配信日：毎日
着うた ♪ランキング
提供：レーベルモバイル
配信日：毎週木曜日
着うた ♪洋楽ランキング
提供：レーベルモバイル
配信日：毎週金曜日
ウェザーニュース
提供：ウェザーニューズ
配信日：毎日（毎月第3火曜日は配信停止）
auショッピングモールチャンネル
提供：KDDI
配信日：毎週土曜日
おはよう映画です。
提供：シンクウェア
配信日：毎週月・水・金曜日
うたキャス
提供：KDDI&NeDic
配信日：毎日
もばいるサッカーTV スーパーカルチョ
提供：アクアキャスト
配信日：毎週月?金曜日
Music Lovers for EZ
提供：KDDI
配信日：毎週日曜日
How to クッキング
提供：スカイアンドロード
配信日：毎週木曜日
avex♪ ミュゥモ・チューン
提供：ドワンゴ
配信日：毎週金曜日
ファミ通ゲームチャンネル
提供：KDDI
配信日：毎週金曜日
ランキンじゃぽん
提供：ディー・オー・エム
配信日：毎週土曜日
音楽・映画
シネマジャーナル
情報料：315円
提供：シンクウェア
配信日：毎週月?金曜日
Sony Music Hot Hit TV.
情報料：210円
提供：ソニー・ミュージックネットワーク
提供日：毎週水曜日
BEING GIZA mobile TV plus
情報料：315円
提供：ゼット
配信日：毎週水・土曜日
BEING GIZA mobile TV
情報料：315円
提供：ゼット
配信日：毎週水・土曜日
ドラマ・エンタメ・ホラー
豪華キャスト★mobドラマ
情報料：315円
提供：モブキャスト
配信日：毎週月・水・金曜日
ショートムービー・チャンネル
情報料：105円
提供：ギャガ・クロスメディア・マーケティング
配信日：毎週月・金曜日
ザ・ショッキング～やはり実在した怪奇生物
情報料：294円
提供：ビットウェイ
配信日：毎週月・金曜日
心霊寫眞舘
情報料：315円
提供：大和屋電機商会
提供日：毎週水・土曜日
撮りたてグラビアTV MAX
情報料：315円
提供：BTD STUDIO
配信日：毎週日・水曜日
見ナイト★読まナイト ホラー編
情報料：315円
提供：タカラモバイルエンタテインメント
提供日：毎週日・木曜日
豪華キャスト★mobドラマDX
情報料：315円
提供：モブキャスト
配信日：毎週月・金曜日
アニメ
アニコミワールド
情報料：315円
提供：バンダイネットワークス
配信日：毎週月曜日
GOLDEN EGGS The Movie 2
情報料：315円
提供：ソニー・ピクチャーズエンタテインメント
配信日：毎週月曜日
アニ読メ・元祖天才バカボン
情報料：315円
提供：トムス・エンタテインメント
配信日：毎週水・土曜日
モーションコミック『女子高生』
情報料：210円
提供：ビットウェイ
配信日：毎週金曜日
お笑い・サブカル
よしもと丼 -お笑い本店の味-
情報料：210円
提供：よしもとファンダンゴ
配信日：毎週金曜日
笑って? 神様!
情報料：315円
提供：IRIコマース&テクノロジー
配信日：毎週月・木曜日
よしもと丼DX
情報料：210円
提供：よしもとファンダンゴ
配信日：毎週金曜日
オー! マイキー
情報料：210円
提供：テレビ東京ブロードバンド
配信日：毎週土曜日
スポーツ
スポニチチャンネルDX
情報料：315円
提供：スポーツニッポン新聞社
配信日：毎日
JRAレーシングビュアー
情報料：315円
提供：中央競馬ピーアール・センター
配信日：毎週月曜日
速報! スポーツTV Plus
情報料：315円
提供：ナノ・メディア
配信日：毎週金曜日
プロレスチャンネル
情報料：315円
提供：新日本プロレスリング
配信日：毎週水・土曜日
マガジン・コミック
手塚治虫コミックス
情報料：315円
提供：ビットウェイ
配信日：毎週水・土曜日
e-mangaモバイル
情報料：315円
提供：ビットウェイ
配信日：毎週月・木曜日
S-eCOMICS
情報料：315円
提供：ビットウェイ
配信日：毎週月・木曜日
週刊ダイヤモンド Inside News
情報料：262円
提供：エムティーアイ
配信日：毎週水曜日
air BE-PAL
情報料：210円
提供：シャープ
配信日：毎日
コミックマックス for GIRLS
情報料：315円
提供：ソニー・ピクチャーズ エンタテインメント
配信日：毎週月・木曜日
シティーハンター
情報料：315円
提供：プライムワークス
配信日：毎週月・木曜日
ハーレクイン
情報料：315円
提供：プライムワークス
配信日：毎週月・木曜日
ニュース・ライフ・ホビー
クルマ.TV
情報料：210円
提供：ナンシーズ
配信日：毎週水・土曜日
メイクフレンズ英会話
情報料：210円
提供：メディア・ゲート・ジャパン
配信日：毎週木曜日

### EZチャンネルプラス
LISMO Channel
提供：KDDI
配信日：毎週水・土曜日
au style チャンネル
提供：KDDI
配信日：毎週月・金曜日
着うた♪ ランキングプラス
提供：レーベルモバイル
配信日：毎週木曜日
吉本興業プラス
提供：よしもとファンダンゴ
配信日：毎週木曜日
ウェザーニュース おは天
提供：ウェザーニューズ
配信日：毎日（毎月第3火曜日は配信停止）
日テレNEWS24
提供：フォアキャスト・コミュニケーションズ
配信日：毎日
テレ朝plus!channel
提供：テレビ朝日
配信日：毎週土曜日
第2日本テレビPLUS
提供：フォアキャスト・コミュニケーションズ
配信日：毎週水曜日